# Botevo, Varna
Botevo (în bulgară Ботево) este un sat în comuna Aksakovo, regiunea Varna,  Bulgaria. 

## Demografie
Componența etnică a satului Botevo
     Bulgari (92,59%)
     Turci (5,55%)
     Nicio identificare (1,85%)
     Altele (0%)
La recensământul din 2011, populația satului Botevo era de 162 locuitori. Din punct de vedere etnic, majoritatea locuitorilor (92,59%) erau bulgari, cu o minoritate de turci (5,55%). Pentru 1,85% din locuitori nu este cunoscută apartenența etnică.